# Haller István (gubernátor)
Hallerkői gróf Haller István (?, 1657 körül – Nagyszeben, 1710. május 2.) főispán, erdélyi  gubernátor, 1692-től tanácsos, a főkormányszék tagja, 1708-ban Bánffy György gubernátor halálakor az elnöke.

## Életrajza
Haller István születési helye és pontos ideje nem ismert, valamikor az 1600-as évek közepe körül születhetett. I. Haller János idősebbik fiaként, ki nemcsak fenntartotta, de növelte is a Haller család fényét. Anyja Kornis Kata volt. Erdélynek az osztrák házhoz kerülésekor a bécsi udvar egyik bizalmas embere volt, aki 1692-ben tanácsos, és a gubernátum embere lett. 1699. április 1-jén elnyerte a bárói címet, de a család részére ő szerezte meg a grófi címet is, melyet azonban csak halála után, 1713, július 8-án kelt 1717. sz. okiratában hirdetett ki a szebeni országgyűlés. 1708-ban,  Bánffy György gubernátor halála után ő maradt az egyedüli magyar két szász mellett a guberniumban, így ő lett a kormánytanács elnöke. Haller Istvánnak nagy része volt a katolikus státus szervezésében. Amíg a gubernium élén állt, szinte ő egyedül intézte Erdély sorsát. 1710. május 2-án halt meg, Szentpálon temették el.